# Barry Smith
Barry Smith   (Macclesfield, 8 de març de 1940) és un antic pilot de motociclisme australià d'origen anglès que competí al Campionat del Món entre 1965 i 1981. Les seves millors temporades varen ser les de 1968 i 1969, en què acabà tercer al mundial de 50cc. A banda, el 1968 guanyà amb Derbi la cursa de 50cc del TT de l'Illa de Man, aconseguint així la primera victòria en un Gran Premi de la marca catalana. Més tard, els anys 1979 i 1981, guanyà el Campionat del Món de Fórmula TT en categoria Fórmula III.

## Resultats al Mundial de motociclisme[2]
| Any   | Categoria | Moto       | Curses | Victòries | Podi | Pole | Punts | Posició |
| ----- | --------- | ---------- | ------ | --------- | ---- | ---- | ----- | ------- |
| 1965  | 50cc      | Derbi      | 1      | 0         | 0    | 0    | 1     | 15è     |
| 1965  | 250cc     | Bultaco    | 1      | 0         | 1    | 0    | 4     | 16è     |
| 1965  | 350cc     | Bultaco    | 0      | 0         | 0    | 0    | 1     | 24è     |
| 1966  | 50cc      | Derbi      | 2      | 0         | 0    | 0    | 3     | 6è      |
| 1966  | 125cc     | Honda      | 1      | 0         | 0    | 0    | 0     | -       |
| 1966  | 250cc     | Honda      | 0      | 0         | 0    | 0    | 1     | 25è     |
| 1967  | 50cc      | Derbi      | 4      | 0         | 1    | 0    | 12    | 5è      |
| 1967  | 125cc     | Bultaco    | 2      | 0         | 0    | 0    | 1     | 28è     |
| 1967  | 250cc     | Bultaco    | 0      | 0         | 0    | 0    | 2     | 16è     |
| 1968  | 50cc      | Derbi      | 3      | 1         | 2    | 0    | 15    | 3r      |
| 1969  | 50cc      | Derbi      | 7      | 2         | 5    | 0    | 69    | 3r      |
| 1969  | 125cc     | Derbi      | 2      | 0         | 0    | 0    | 7     | 26è     |
| 1969  | 350cc     | Derbi      | 0      | 0         | 0    | 0    | 4     | 30è     |
| 1979  | 125cc     | Morbidelli | 3      | 1         | 1    | 0    | 25    | 12è     |
| 1980  | 125cc     | MBA        | 3      | 0         | 0    | 0    | 17    | 10è     |
| 1981  | 125cc     | MBA        | 1      | 0         | 0    | 0    | 2     | 28è     |
| Total |           |            | 30     | 4         | 10   | 0    | 174   |         |